# Geografia della Giordania

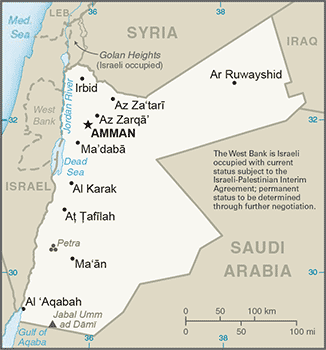
Mappa della Giordania

La Giordania è un paese arabo dell'Asia sud-occidentale, situato nel deserto roccioso della penisola arabica settentrionale.
La Giordania è un giovane stato che occupa una terra antica, una terra che reca le tracce di molte civiltà. Separata dall'antica Palestina dal fiume Giordano, la regione giocò un ruolo predominante nella storia biblica. Gli antichi regni biblici di Moab, Galaad ed Edom erano situati entro i suoi confini, così come la famosa città di pietra rossa di Petra, capitale del regno dei Nabatei e della provincia romana dell'Arabia Petraea. La viaggiatrice britannica Gertrude Bell disse di Petra: «È come una città delle favole, tutta rosa e meravigliosa». Parte dell'impero ottomano fino al 1918 e successivamente mandato del Regno Unito, la Giordania è un regno indipendente dal 1946. È uno dei Paesi più politicamente liberali del mondo arabo, e, sebbene sia coinvolta nei disordini che colpiscono la regione, i suoi governanti hanno espresso un impegno per il mantenimento della pace e della stabilità.
Capitale e città più grande del Paese è Amman - che deve il nome agli Ammoniti, che ne fecero la loro capitale nel XIII secolo a.C. Amman divenne in seguito una grande città dell'antichità mediorientale, Filadelfia, della Decapoli romana, e attualmente è uno dei principali centri commerciali e logistici della regione, nonché una delle più importanti capitali culturali del mondo arabo.

## Confini

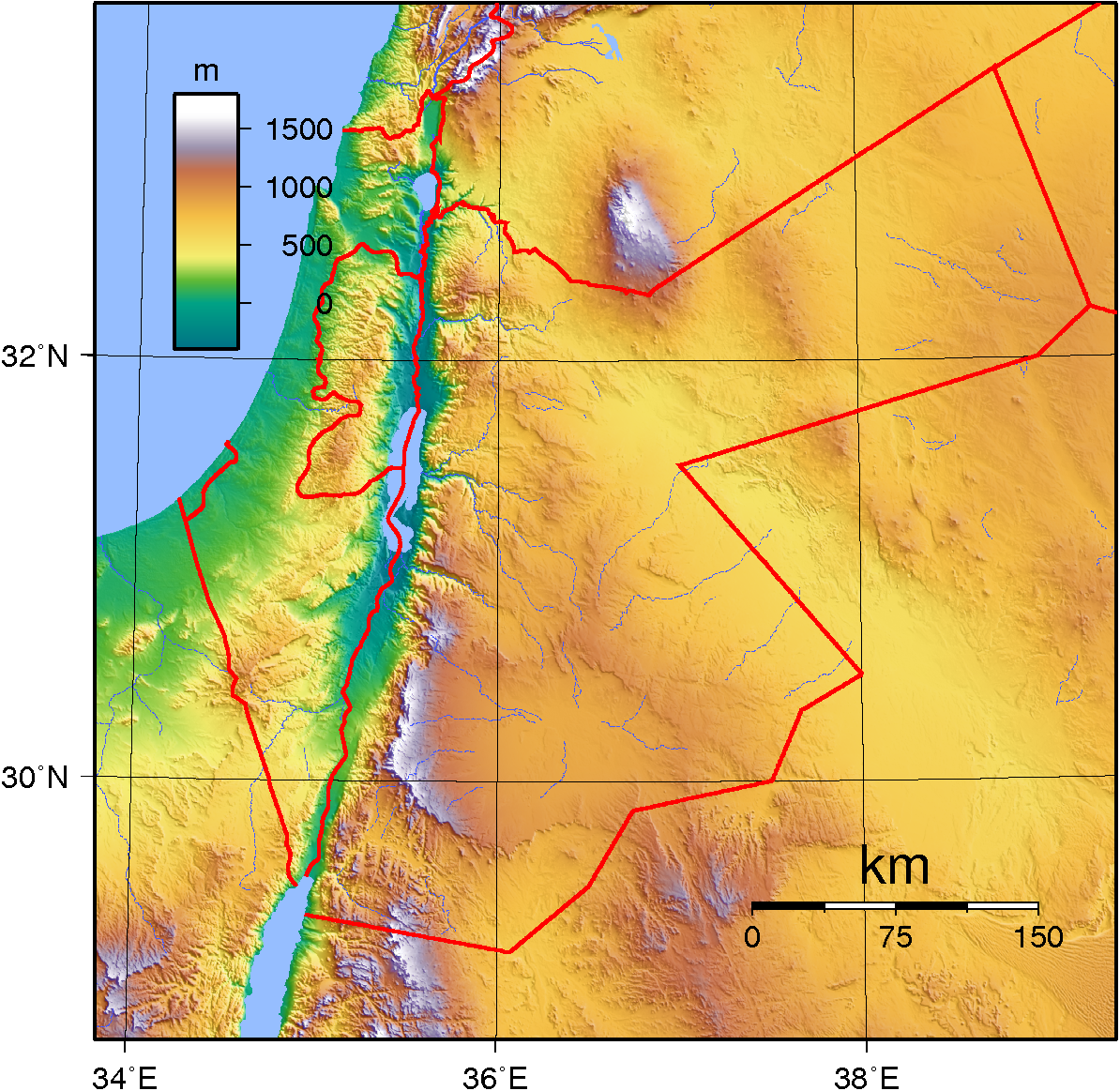
Topografia della Giordania.

Leggermente più piccola del Portogallo, la Giordania confina a nord con la Siria, a est con l'Iraq, a sud-est e a sud con l'Arabia Saudita, e a ovest con Israele e la Cisgiordania. Il territorio della Cisgiordania (detta così perché situata a ovest del fiume Giordano) rimase sotto il controllo giordano dal 1948 al 1967, ma nel 1988 la Giordania rinunciò a qualsiasi rivendicazione su quest'area. La Giordania possiede 26 km di costa sul golfo di Aqaba nel sud-ovest, dove è situata Al-ʿAqabah, unico porto del Paese.

## Morfologia

Mappa satellitare del Medio Oriente con la Giordania al centro.

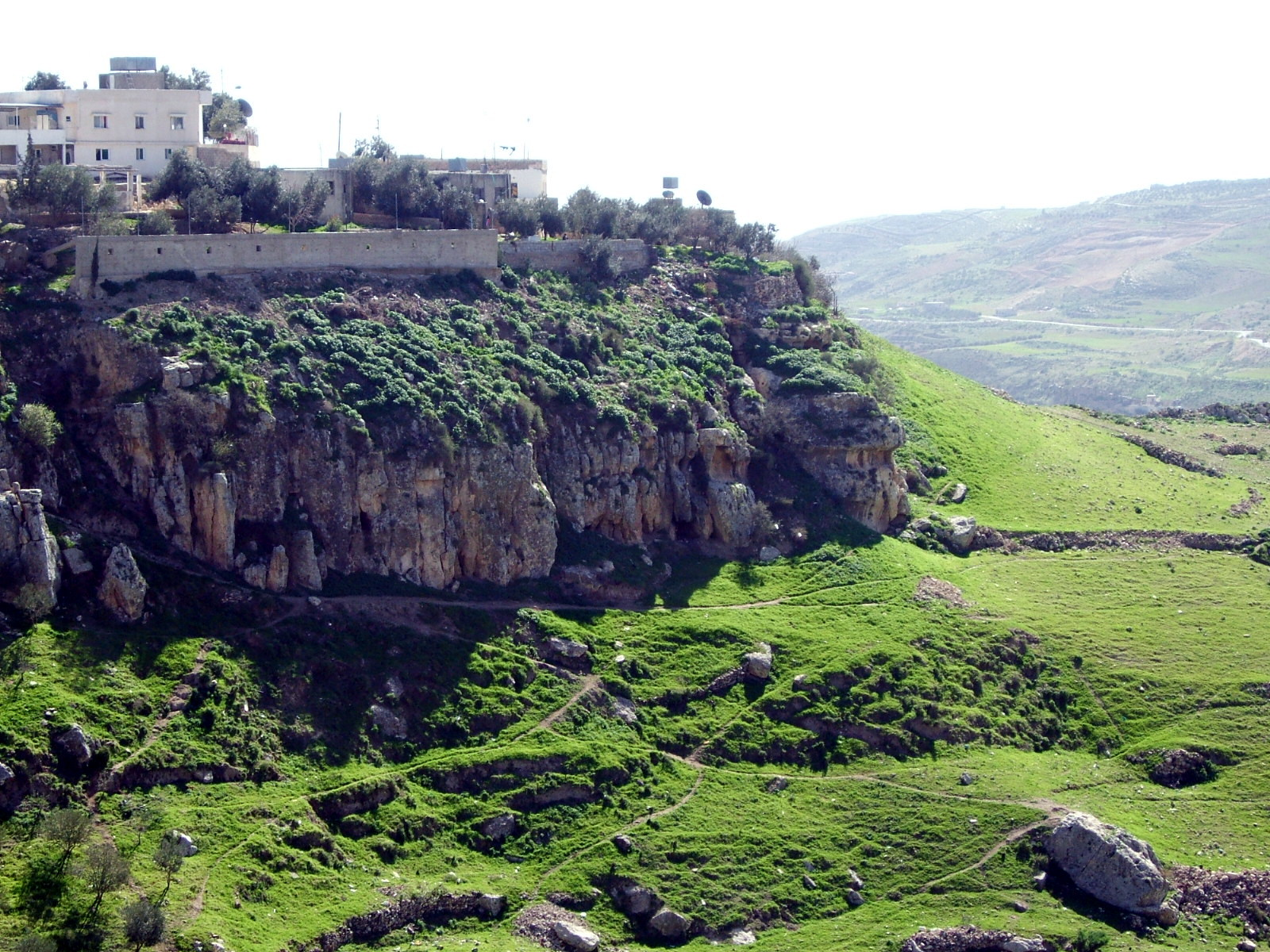
Un villaggio nei pressi di Al-Salt (Governatorato di Balqa).

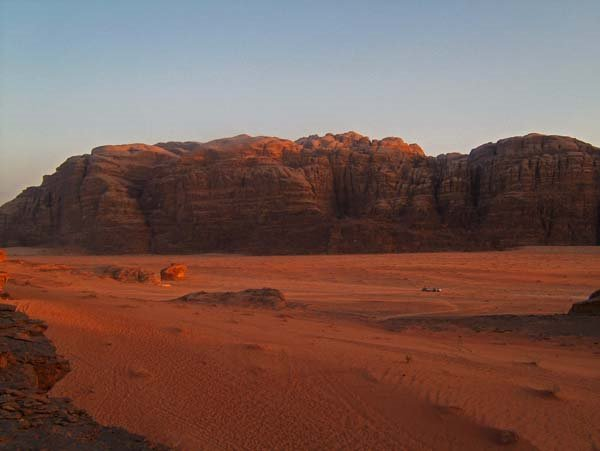
Il Wadi Rum (Giordania del sud).

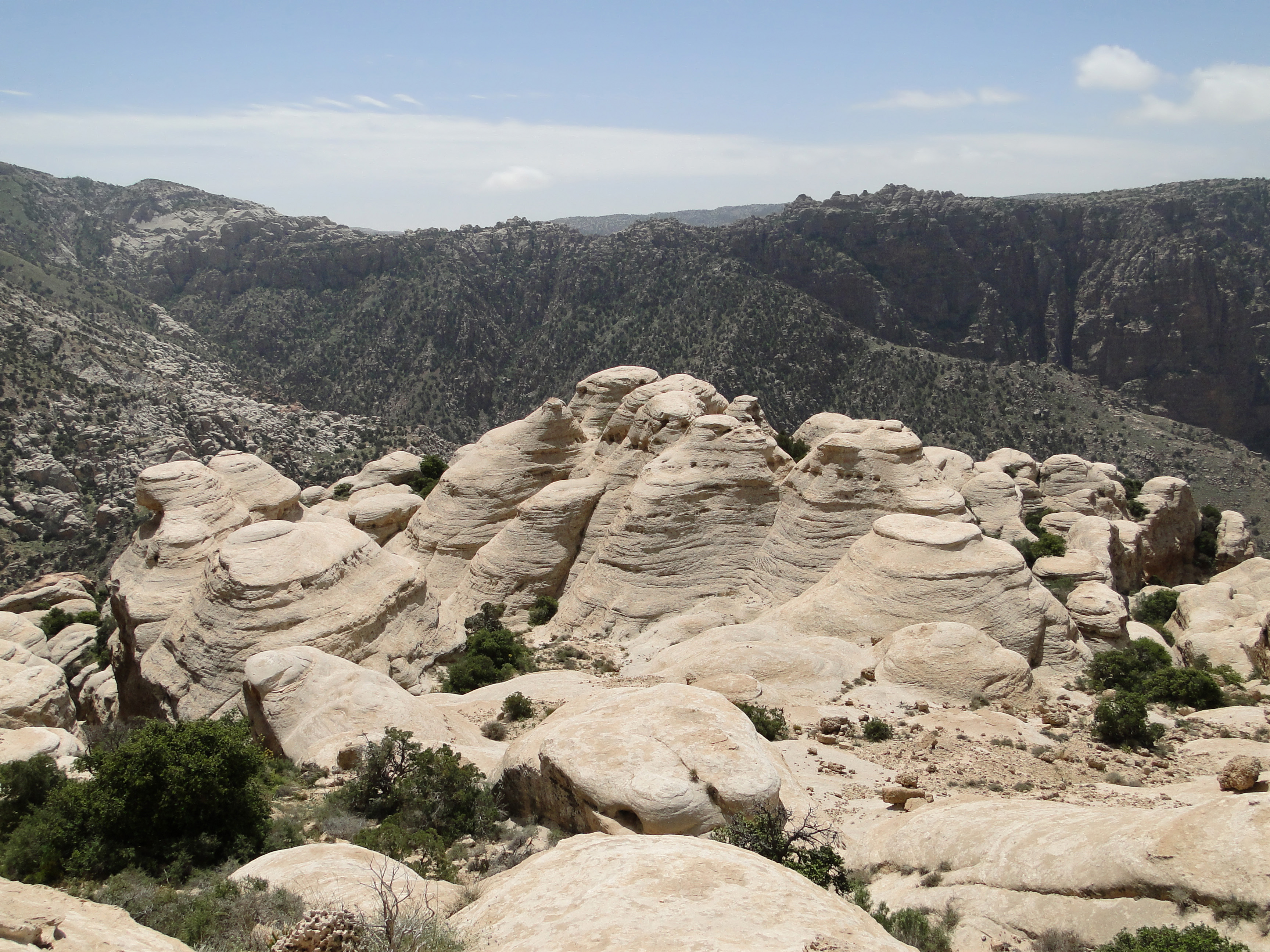
Riserva della biosfera di Dana.

In Giordania si riscontrano tre maggiori regioni fisiografiche (da est a ovest): il deserto, gli altopiani a est del fiume Giordano e la valle del Giordano (il settore nord-occidentale del grande sistema del rift est-africano).
La regione del deserto rientra per lo più entro i confini del deserto siriano - un'estensione del deserto arabico - e occupa le regioni orientali e meridionali del Paese, comprendendo più dei quattro quinti del suo territorio. La parte settentrionale del deserto è costituita da lava vulcanica e basalto, mentre quella meridionale da affioramenti di arenaria e granito. Il paesaggio appare scolpito dall'erosione, dovuta principalmente ai venti. Gli altopiani a est del fiume Giordano, una scarpata che sovrasta la valle del rift, hanno un'altitudine media di 600–900 m e culminano con i circa 1754 m del monte Ramm, punto più elevato della Giordania, nel sud del Paese. Affioramenti di arenaria, gesso, calcare e selce si estendono fino all'estremità meridionale, dove predominano rocce ignee.
La valle del Giordano declina sempre più fino ai circa 400 m sotto il livello del mare del mar Morto, il punto naturale più basso della superficie terrestre.

## Idrografia
Il fiume Giordano, lungo circa 300 km, serpeggia verso sud, trasportando le acque del lago di Tiberiade (meglio conosciuto come mare di Galilea), del fiume Yarmūk e dei torrenti che scorrono nelle vallate situate su entrambi i lati dell'altopiano fino al mar Morto, che occupa l'area centrale della valle. Nel suo corso inferiore il Giordano attraversa una zona dal suolo altamente salino, e le sponde del mar Morto consistono di paludi salate che non sostengono alcun tipo di vegetazione. Verso sud, lo Wadi al-ʿArabah (chiamato anche Wadi al-Jayb), una regione completamente desolata, si ritiene contenga risorse minerarie.
Negli altopiani settentrionali alcune vallate ospitano torrenti perenni che scorrono verso ovest; nei dintorni di Al-Karak essi scorrono verso ovest, est e nord; a sud di Al-Karak i torrenti che solcano le valli scorrono con andamento intermittente in direzione est, verso la depressione di Al-Jafr.

## Suolo
I migliori suoli del Paese si trovano nella valle del Giordano e nell'area a sud-est del mar Morto. In entrambe le regioni lo strato superficiale è costituito da sedimenti - depositati dal fiume Giordano e dilavati dagli altopiani, rispettivamente -, e nelle valli il suolo è stato generalmente depositato in conoidi sviluppatesi su diversi tipi di marne.

## Clima

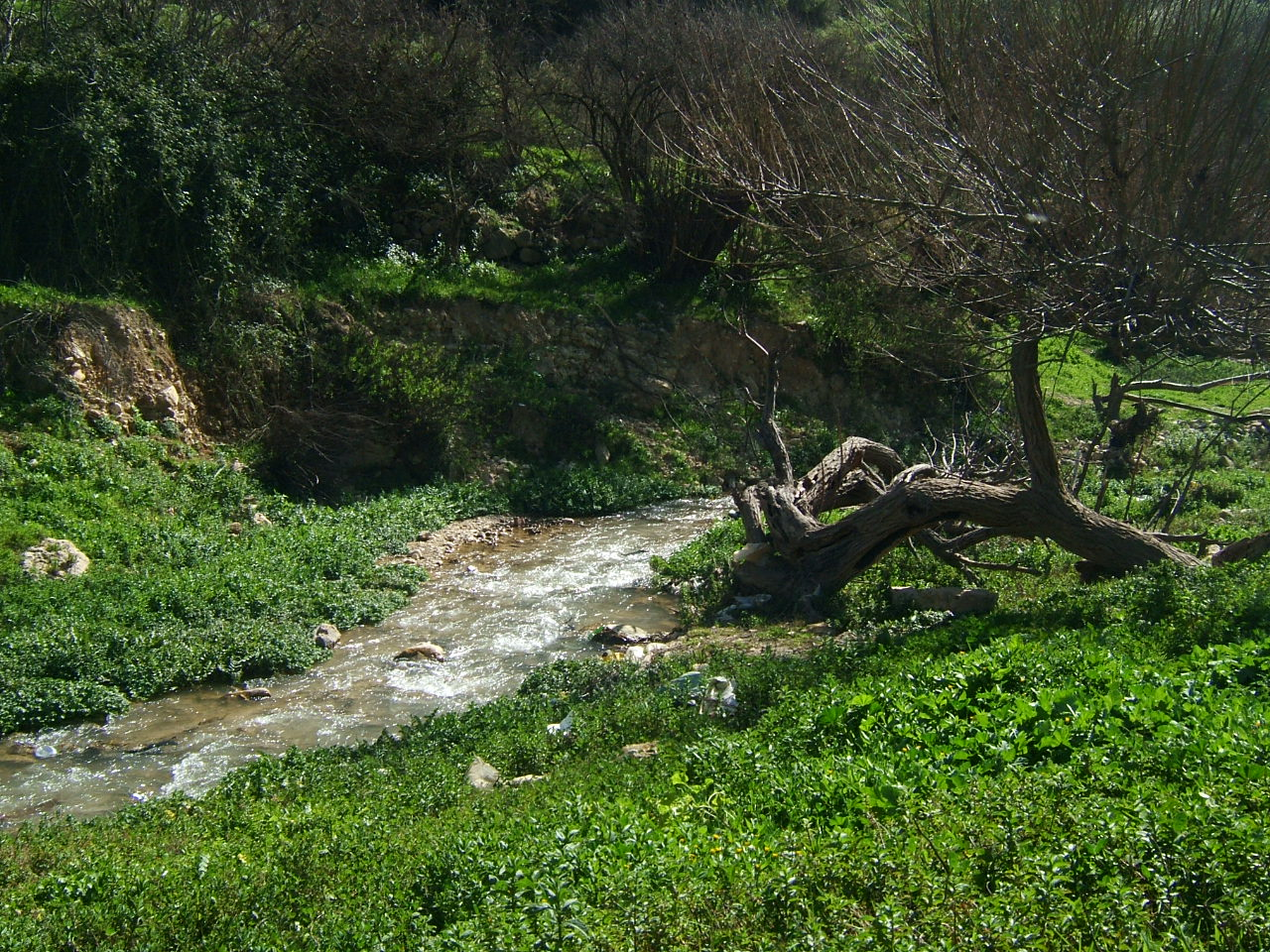
La campagna nei pressi di Salt.

Il clima della Giordania varia da quello mediterraneo delle regioni occidentali a quello desertico delle regioni orientali e meridionali, ma il territorio è generalmente arido. La vicinanza del mar Mediterraneo è il fattore che influenza maggiormente il clima, ma su di esso influiscono anche le masse d'aria continentali e l'altitudine. Le temperature medie mensili ad Amman, nel nord del Paese, variano tra gli 8 e i 26 °C, mentre ad Al-ʿAqabah, nell'estremo sud, esse variano tra i 16 e i 33 °C. I venti prevalenti in tutto il Paese sono quelli occidentali e sud-occidentali, ma frequentemente si registrano anche venti caldi, aridi e polverosi provenienti da sud, dalla penisola arabica, che conferiscono al clima del Paese la sua nota più scomoda. Conosciuti localmente come khamsin, questi venti soffiano più spesso agli inizi e alla fine dell'estate e possono protrarsi per più giorni alla volta, prima di cessare improvvisamente non appena il vento cambia direzione e viene sostituito da aria molto più fresca.
Le precipitazioni cadono durante i brevi e rigidi inverni, decrescendo dai 400 mm di pioggia annui del nord-ovest, nei pressi del fiume Giordano, ai meno di 100 mm nel sud. Sugli altopiani a est del Giordano, cadono annualmente circa 355 mm di pioggia. Nella valle stessa cadono in media ogni anno 200 mm di pioggia, mentre le regioni desertiche ricevono appena un quarto di questa quantità. Nevicate e gelate si registrano occasionalmente sugli altopiani, ma sono rare nella valle del rift. Con l'incremento demografico, la scarsità di acqua nelle grandi città sta iniziando a divenire uno dei problemi più gravi della Giordania.

## Flora e fauna
La flora della Giordania ricade entro tre tipi distinti di vegetazione: macchia mediterranea, steppa (pianure prive di alberi) e deserto. Sugli altopiani predomina la vegetazione di tipo mediterraneo, con fitte macchie di arbusti e piccoli alberi, mentre nella più arida regione della steppa, a est, sono più frequenti le specie del genere Artemisia (assenzio). Le piante erbacee sono il tipo di vegetazione predominante nella steppa, ma sono presenti anche alberi isolati e arbusti, quali il ginestrino e il pistacchio dell'Atlante. Nel deserto, la vegetazione cresce a malapena nelle depressioni e sui fianchi e sul fondo delle vallate dopo le scarse piogge invernali.
Solo una minuscola parte della superficie della Giordania è forestata, e la maggior parte degli alberi cresce sugli altopiani rocciosi. Queste foreste sono sopravvissute alle devastazioni da parte degli abitanti dei villaggi e dei nomadi. Il governo giordano promuove la riforestazione fornendo piantine gratuite agli agricoltori. Nelle regioni più elevate degli altopiani, le specie di alberi predominanti sono la quercia di Aleppo (Quercus infectoria Olivier), la quercia scarlatta (Quercus coccinea), il pistacchio della Palestina (Pistacia palaestina), il pino di Aleppo (Pinus halepensis) e il corbezzolo orientale (Arbutus andrachne). Nell'area sono presenti anche oleastri, mentre il ginepro della Fenicia (Juniperus phoenicea L.) vive nelle regioni dove le precipitazioni sono più scarse. Il fiore nazionale è il giaggiolo nero (Iris nigricans).
La fauna, molto varia, comprende cinghiali, stambecchi e una specie di capra selvatica diffusa nelle gole e nell'oasi di ʿAyn al-Azraq. Abitano l'area anche lepri, sciacalli, volpi, gatti selvatici, iene, lupi, gazzelle, spalaci, manguste e alcuni leopardi, nonché centopiedi, scorpioni e varie specie di lucertole. Tra gli uccelli figurano l'aquila reale e l'avvoltoio, mentre tra la selvaggina da penna vi sono piccioni e pernici.